# Wastelands
"Wastelands" é uma canção da banda americana de rock Linkin Park de seu sexto álbum de estúdio, The Hunting Party. A música foi escrita pela banda e produzida pelo vocalista e co-protagonista Mike Shinoda e Brad Delson, e co-produzido por Rob Cavallo. A canção foi enviada às estações de rádio de rádio "Sirius XM" em airplay em 1 de junho de 2014, e foi lançada como o terceiro single de The Hunting Party em 2 de junho.
Mais tarde, a música foi usada como a música tema para o UFC.

## Composição
De acordo com a Loudwire: " 'Wastelands' começa com um verso de hip-hop e a música tem muito groove com bateria pesada e baixo. Os vocais são cativantes, ainda que sejas esquisitos e tenham um pouco de "areia". Cuidado com a forte queda no meio da música. O Linkin Park leva você a um passeio de montanha-russa sônica enquanto eles brincam com o tempo e o ambiente da música". A música continua dessa forma na próxima faixa e o segundo single, "Until It's Gone", do The Hunting Party.

## Performances ao vivo
A música foi tocada ao vivo duas vezes, com a estréia ao vivo da música em Tucson, Arizona durante o KMFA Day, que foi a mesma data em que a pré-visualização da música foi exibida. A música foi tocada ao vivo junto com "Guilty All The Same" em que Shinoda canta o verso de Rakim durante a apresentação e "Until It's Gone". Em 30 de maio de 2014, no Rock in Rio, antes da música começar, enquanto a versão curta de "Runaway" estava sendo executado no Rock in Rio, Mike Shinoda alcançou seu bolso durante a apresentação e revelou CDs contendo "Wastelands", que na época não foram lançados na internet e só foi realizado uma vez durante o KFMA Day. Ele então os jogou para os fãs que tentaram pegá-los antes de "Wastelands" tivesse sido realizado pela banda, com um fã que obteve um CD do baterista Rob Bourdon em Meet and Greet, lançando a música no YouTube no mesmo dia. Este também é o dia em que a música foi vazada on-line por meio de download digital.
Em 2017 no "One More Light World Tour" a música estava sendo realizada, sendo a única música do The Hunting Party que estava sendo tocada durante a turnê.

## Recepção

### Crítica
Em uma revisão "faixa por faixa" realizada pela Billboard, Bennington foi elogiado cantando sobre o "Wastelands of today" como "uma dessas declarações eternas e universais de descontentamento que não tem que significar uma droga".

### Paradas musicais
| Tabela musical (2014)                                   | Melhor posição |
| ------------------------------------------------------- | -------------- |
| Austrália (ARIA)                                        | 64             |
| Estados Unidos (Billboard Hot Rock & Alternative Songs) | 25             |
| França (SNEP)                                           | 76             |
| Hungria (Single Top 40)                                 | 17             |
| Portugal (AFP)                                          | 29             |
| Reino Unido (UK Rock & Metal Chart)                     | 7              |